# Большой Шишкарым
Большой Шишкарым — пресноводное озеро на юго-востоке Тобольского района Тюменской области, располагается в депрессии, находящейся в междуречье рек Тобол и Вагай, к югу от Тобольска.
Водоём имеет две котловины — южная и северная, более крупная. Зеркало озера расположено на высоте 55,2 метра над уровнем моря. Площадь водной поверхности — 41,0 км². Длина озера составляет около 10,9 км, ширина в северной части достигает 5,1 км.
На востоке озеро имеет сток через протоку, которая, протекая через ряд озёр, в том числе крупное озеро Урашное, впадает в реку Ашлык, приток Вагая. Берега низкие. Со всех сторон Большой Шишкарым окружён болотами, к берегам подступает берёзовый лес. Имеется два небольших острова в восточной и северо-западной частях водоёма. Населённые пункты на озере отсутствуют, стоят несколько рыбацких изб. Ближайший населённый пункт находятся в 12 км к юго-западу — деревня Тахтагул.  